# (931) Whittemora
(931) Whittemora és un asteroide del cinturó principal descobert per l'astrònom François Gonnessiat en 1920 des de l'observatori d'Alger, Alger (Algèria).
Porta el seu nom en honor del profesor de Harvard Thomas Whittemore (1871-1950).
S'estima que té un diàmetre de 45,298 ± 0,727 km. La seva distància mínima d'intersecció de l'òrbita terrestre és d'1,47832 ua. El seu TJ és de 3,129.
Les observacions fotomètriques recollides d'aquest asteroide mostren un període de rotació de 19,199 hores, amb una variació de lluentor de 9,26 de magnitud absoluta.